# Campionat del Món d'atletisme de 2022
El XVIII Campionat del Món d'atletisme es va celebrar a Eugene, Oregon (Estats Units) entre el 15 i el 24 de juliol de 2022, organitzat per World Athletics i la Federació Estatunidenca d'Atletisme.
Originalment, el campionat s'havia de fer l'agost de 2021 però, pel fet que els Jocs Olímpics de Tòquio es van endarrerir a aquest any a causa de la pandèmia de COVID-19, el campionat es va posposar a l'estiu de 2022.
Les competicions es van fer a l'estadi Hayward Field de la ciutat estatunidenca.
29 països diferents, van guanyar, com a mínim, una medalla d'or, el què va suposar un record en la competició. El Perú, Kazakhstan i Nigèria van guanyar les primeres medalles d'or de la seva història, l'Índia i Burkina Faso, la seva primera medalla de plata, mentre que Filipines va guanyar el seu primer bronze a la competició. En aquesta edició es va atorgar per primera vegada un trofeu per equips, basat en els punts aconseguits en totes les proves, que va correspondre a l'equip dels Estats Units.
4 atletes van destacar guanyant 2 medalles d'or. La peruana Kymberly García, en les proves de 20 km i 35Km marxa; el nord-americà Michael Norman, en els 400m i en el relleu dels 4x400m; la nord-americana Sydney McLaughlin, en els 400m tanques i en el relleu dels 4x400m i la nord-americana Abby Steiner en el relleu del 4x100m i el relleu del 4x400m. En el campionat es van batre 3 rècords del món i 13 rècords del campionat. Els 3 rècords del món que es van batre, van ser el de Sydney McLaughlin qui va córrer en 50,68 segons la final dels 400m tanques, la nigeriana Tobi Amusan, qui va aconseguir els 12,12 segons en les semifinals dels 100m tanques i el suec Armand Duplantis qui va saltar 6,21 metres en la final del salt de perxa.

## Elecció
La ciutat d'Eugene va ser nomenada seu del campionat sense haver-se convocat l'habitual procés d'elecció, cas que ja s'havia donat amb l'elecció del Campionat del Món d'atletisme de 2007. Era la primera vegada que els Estats Units organitzaven aquest campionat. L'elecció d'aquesta la petita ciutat de l'estat d'Oregon va ser polèmica pel fet que en les seves proximitats es troba la seu central de la firma esportiva Nike i perquè el seu estadi, el Hayward Field, amb 30.000 places d'aforament, és el més petit de la història del Mundial.

## Països participants
Hi van participar 1.972 atletes provinents de 192 federacions nacionals afiliades a la IAAF, 1.000 dels quals van competir en la categoria masculina, 887 en la femenina i 85 en la mixta. Es van excloure del campionat els atletes de Rússia i Belarús, a causa de la invasió russa d'Ucraïna d'aquell any.

## Calendari
| E | Eliminatòries | C | Classificació | ½ | Semifinals | F | Final |

| Data →                   | Dv 15 | Dv 15 | Ds 16 | Ds 16 | Ds 16 | Dg 17 | Dg 17 | Dg 17 | Dl 18 | Dl 18 | Dm 19 | Dx 20 | Dj 21 | Dv 22 | Dv 22 | Ds 23 | Ds 23 | Dg 24 | Dg 24 |
| ------------------------ | ----- | ----- | ----- | ----- | ----- | ----- | ----- | ----- | ----- | ----- | ----- | ----- | ----- | ----- | ----- | ----- | ----- | ----- | ----- |
| Prova ↓                  | M     | T     | M     | T     | T     | M     | T     | T     | M     | T     | T     | T     | T     | M     | T     | M     | T     | M     | T     |
| 100 m                    | E     | E     |       | ½     | F     |       |       |       |       |       |       |       |       |       |       |       |       |       |       |
| 200 m                    |       |       |       |       |       |       |       |       |       | E     | ½     |       | F     |       |       |       |       |       |       |
| 400 m                    |       |       |       |       |       | E     |       |       |       |       |       | ½     |       |       | F     |       |       |       |       |
| 800 m                    |       |       |       |       |       |       |       |       |       |       |       | E     | ½     |       |       |       | F     |       |       |
| 1.500 m                  |       |       |       | E     | E     |       | ½     | ½     |       |       | F     |       |       |       |       |       |       |       |       |
| 5.000 m                  |       |       |       |       |       |       |       |       |       |       |       |       | E     |       |       |       |       |       | F     |
| 10.000 m                 |       |       |       |       |       | F     |       |       |       |       |       |       |       |       |       |       |       |       |       |
| Marató                   |       |       |       |       |       | F     |       |       |       |       |       |       |       |       |       |       |       |       |       |
| 110 m tanques            |       |       | E     |       |       |       | ½     | F     |       |       |       |       |       |       |       |       |       |       |       |
| 400 m tanques            |       |       | E     |       |       |       | ½     | ½     |       |       | F     |       |       |       |       |       |       |       |       |
| 3.000 m obstacles        |       | E     |       |       |       |       |       |       |       | F     |       |       |       |       |       |       |       |       |       |
| 4 × 100 m                |       |       |       |       |       |       |       |       |       |       |       |       |       |       | E     |       | F     |       |       |
| 4 × 400 m                |       |       |       |       |       |       |       |       |       |       |       |       |       |       |       |       | E     |       | F     |
| 4 × 400 m relleus mixtes | E     | F     |       |       |       |       |       |       |       |       |       |       |       |       |       |       |       |       |       |
| 20 km marxa              |       | F     |       |       |       |       |       |       |       |       |       |       |       |       |       |       |       |       |       |
| 35 km marxa              |       |       |       |       |       |       |       |       |       |       |       |       |       |       |       |       |       | F     |       |
| Salt de llargada         |       | C     |       | F     | F     |       |       |       |       |       |       |       |       |       |       |       |       |       |       |
| Triple salt              |       |       |       |       |       |       |       |       |       |       |       |       | C     |       |       |       | F     |       |       |
| Salt d'alçada            | C     |       |       |       |       |       |       |       |       | F     |       |       |       |       |       |       |       |       |       |
| Salt de perxa            |       |       |       |       |       |       |       |       |       |       |       |       |       |       | C     |       |       |       | F     |
| Llançament de pes        |       | C     |       |       |       |       | F     | F     |       |       |       |       |       |       |       |       |       |       |       |
| Llançament de disc       |       |       |       |       |       |       | C     | C     |       |       | F     |       |       |       |       |       |       |       |       |
| Llançament de martell    | C     |       | F     |       |       |       |       |       |       |       |       |       |       |       |       |       |       |       |       |
| Llançament de javelina   |       |       |       |       |       |       |       |       |       |       |       |       | C     |       |       |       | F     |       |       |
| Decatló                  |       |       |       |       |       |       |       |       |       |       |       |       |       |       |       | F     | F     | F     | F     |

| Data →                   | Dv 15 | Dv 15 | Ds 16 | Ds 16 | Dg 17 | Dg 17 | Dg 17 | Dl 18 | Dl 18 | Dm 19 | Dx 20 | Dj 21 | Dv 22 | Dv 22 | Ds 23 | Ds 23 | Dg 24 | Dg 24 | Dg 24 |
| ------------------------ | ----- | ----- | ----- | ----- | ----- | ----- | ----- | ----- | ----- | ----- | ----- | ----- | ----- | ----- | ----- | ----- | ----- | ----- | ----- |
| Prova ↓                  | M     | T     | M     | T     | M     | T     | T     | M     | T     | T     | T     | T     | M     | T     | M     | T     | M     | T     | T     |
| 100 m                    |       |       |       | E     |       | ½     | F     |       |       |       |       |       |       |       |       |       |       |       |       |
| 200 m                    |       |       |       |       |       |       |       |       | E     | ½     |       | F     |       |       |       |       |       |       |       |
| 400 m                    |       |       |       |       | E     |       |       |       |       |       | ½     |       |       | F     |       |       |       |       |       |
| 800 m                    |       |       |       |       |       |       |       |       |       |       |       | E     |       | ½     |       |       |       | F     | F     |
| 1.500 m                  |       | E     |       | ½     |       |       |       |       | F     |       |       |       |       |       |       |       |       |       |       |
| 5.000 m                  |       |       |       |       |       |       |       |       |       |       | E     |       |       |       |       | F     |       |       |       |
| 10.000 m                 |       |       | F     |       |       |       |       |       |       |       |       |       |       |       |       |       |       |       |       |
| Marató                   |       |       |       |       |       |       |       | F     |       |       |       |       |       |       |       |       |       |       |       |
| 100 m tanques            |       |       |       |       |       |       |       |       |       |       |       |       |       |       | E     |       |       | ½     | F     |
| 400 m tanques            |       |       |       |       |       |       |       |       |       | E     | ½     |       |       | F     |       |       |       |       |       |
| 3000 m obstacles         |       |       | E     |       |       |       |       |       |       |       | F     |       |       |       |       |       |       |       |       |
| 4 × 100 m                |       |       |       |       |       |       |       |       |       |       |       |       |       | E     |       | F     |       |       |       |
| 4 × 400 m                |       |       |       |       |       |       |       |       |       |       |       |       |       |       |       | E     |       | F     | F     |
| 4 × 400 m relleus mixtes | E     | F     |       |       |       |       |       |       |       |       |       |       |       |       |       |       |       |       |       |
| 20 km marxa              | F     |       |       |       |       |       |       |       |       |       |       |       |       |       |       |       |       |       |       |
| 35 km marxa              |       |       |       |       |       |       |       |       |       |       |       |       | F     |       |       |       |       |       |       |
| Salt de llargada         |       |       |       |       |       |       |       |       |       |       |       |       |       |       | C     |       |       | F     | F     |
| Triple salt              |       |       | C     |       |       |       |       |       | F     |       |       |       |       |       |       |       |       |       |       |
| Salt d'alçada            |       |       | C     |       |       |       |       |       |       | F     |       |       |       |       |       |       |       |       |       |
| Salt de perxa            |       | C     |       |       |       | F     | F     |       |       |       |       |       |       |       |       |       |       |       |       |
| Llançament de pes        |       | C     |       | F     |       |       |       |       |       |       |       |       |       |       |       |       |       |       |       |
| Llançament de disc       |       |       |       |       |       |       |       |       | C     |       | F     |       |       |       |       |       |       |       |       |
| Llançament de martell    | C     |       |       |       | F     |       |       |       |       |       |       |       |       |       |       |       |       |       |       |
| Llançament de javelina   |       |       |       |       |       |       |       |       |       |       | C     |       |       | F     |       |       |       |       |       |
| Heptatló                 |       |       |       |       | F     | F     | F     | F     | F     |       |       |       |       |       |       |       |       |       |       |

## Resultats

### Masculí
| Proves                        | Or                                                                                        | Plata                                                                                      | Bronze                                                                                        |
| 100 m (16.07)                 | Fred Kerley · Estats Units · 9,86                                                         | Marvin Bracy · Estats Units · 9,88                                                         | Trayvon Bromell · Estats Units · 9,88                                                         |
| 200 m (21.07)                 | Noah Lyles · Estats Units · 19,31                                                         | Kenneth Bednarek · Estats Units · 19,77                                                    | Erriyon Knighton · Estats Units · 19,80                                                       |
| 400 m (22.07)                 | Michael Norman · Estats Units · 44,29                                                     | Kirani James · Grenada · 44,48                                                             | Matthew Hudson-Smith · Regne Unit · 44,66                                                     |
| 800 m (23.07)                 | Emmanuel Korir · Kenya · 1:43,71                                                          | Yamel Sedyati · Algèria · 1:44,14                                                          | Marco Arop · Canadà · 1:44,28                                                                 |
| 1500 m (19.07)                | Jake Wightman · Regne Unit · 3:29,23                                                      | Jakob Ingebrigtsen · Noruega · 3:29,47                                                     | Mohamed Katir · Espanya · 3:29,90                                                             |
| 5000 m (24.07)                | Jakob Ingebrigtsen · Noruega · 13:09,94                                                   | Jacob Krop · Kenya · 13:09,98                                                              | Oscar Chelimo · Uganda · 13:10,20                                                             |
| 10 000 m (17.07)              | Joshua Cheptegei · Uganda · 27:27,43                                                      | Stanley Mburu · Kenya · 27:27,90                                                           | Jacob Kiplimo · Uganda · 27:27,97                                                             |
| 110 m tanques (17.07)         | Grant Holloway · Estats Units · 13,03                                                     | Trey Cunningham · Estats Units · 13,08                                                     | Asier Martínez · Espanya · 13,17                                                              |
| 400 m tanques (19.07)         | Alison dos Santos · Brasil · 46,29                                                        | Rai Benjamin · Estats Units · 46,89                                                        | Trevor Bassitt · Estats Units · 47,39                                                         |
| 3000 m obstacles (18.07)      | Sufián El Bakkali · Marroc · 8:25,13                                                      | Lamecha Girma · Etiòpia · 8:26,01                                                          | Conseslus Kipruto · Kenya · 8:27,92                                                           |
| 20 km marxa (15.07)           | Toshikazu Yamanishi · Japó · 1:19:07                                                      | Koki Ikeda · Japó · 1:19:14                                                                | Perseus Karlström · Suècia · 1:19:18                                                          |
| 35 km marxa (24.07)           | Massimo Stano · Itàlia · 2:23:14                                                          | Masatora Kawano · Japó · 2:23:15                                                           | Perseus Karlström · Suècia · 2:23:44                                                          |
| Marató (17.07)                | Tamirat Tola · Etiòpia · 2:03:36                                                          | Mosinet Geremew · Etiòpia · 2:06:45                                                        | Bashir Abdi · Bèlgica · 2:06:49                                                               |
| Salt d'alçada (18.07)         | Mutaz Essa Barshim · Qatar · 2,37 m                                                       | Woo Sang-Hyeok · Corea del Sud · 2,35 m                                                    | Andri Protsenko · Ucraïna · 2,33 m                                                            |
| Salt de perxa (24.07)         | Armand Duplantis · Suècia · 6,21 RM                                                       | Christopher Nilsen · Estats Units · 5,94                                                   | Ernest Obiena · Filipines · 5,94                                                              |
| Salt de llargada (16.07)      | Wang Jianan · R.P. de la Xina · 8,36                                                      | Miltiadis Tentoglu · Grècia · 8,32                                                         | Simon Ehammer · Suïssa · 8,16                                                                 |
| Triple salt (23.07)           | Pedro Pichardo · Portugal · 17,95                                                         | Hugues Fabrice Zango · Burkina Faso · 17,55                                                | Zhu Yaming · R.P. de la Xina · 17,31                                                          |
| Llançament de pes (17.07)     | Ryan Crouser · Estats Units · 22,94                                                       | Joe Kovacs · Estats Units · 21,89                                                          | Josh Awotunde · Estats Units · 21,29                                                          |
| Llançament de disc (19.07)    | Kristjan Čeh · Eslovènia · 71,13                                                          | Mykolas Alekna · Lituània · 69,27                                                          | Andrius Gudžius · Lituània · 67,55                                                            |
| Llançament de martell (16.07) | Paweł Fajdek · Polònia · 81,98                                                            | Wojciech Nowicki · Polònia · 81,03                                                         | Eivind Henriksen · Noruega · 80,87                                                            |
| Javelina (23.07)              | Anderson Peters · Grenada · 90,54                                                         | Neeraj Chopra · Índia · 88,13                                                              | Jakub Vadlejch · Txèquia · 88,09                                                              |
| 4 × 100 m (23.07)             | Canadà · Aaron Brown · Jerome Blake · Brendon Rodney · Andre De Grasse · 37,48            | Estats Units · Christian Coleman · Noah Lyles · Elijah Hall · Marvin Bracy · 37,55         | Regne Unit · Jona Efoloko · Zharnel Hughes · Nethaneel Mitchell-Blake · Reece Prescod · 37,83 |
| 4 × 400 m (24.07)             | Estats Units · Elija Godwin · Michael Norman · Bryce Deadmon · Champion Allison · 2:56,17 | Jamaica · Akeem Bloomfield · Nathon Allen · Jevaughn Powell · Christopher Taylor · 2:58,58 | Bèlgica · Dylan Borlée · Julien Watrin · Alexander Doom · Kévin Borlée · 2:58,72              |
| Decatlón (24.07)              | Kevin Mayer · França · 8816 pts.                                                          | Pierce LePage · Canadà · 8701 pts.                                                         | Zachery Ziemek · Estats Units · 8676 pts.                                                     |

### Femení
| Proves                         | Or                                                                                         | Plata                                                                                               | Bronze                                                                                     |
| 100 m (17.07)                  | Shelly-Ann Fraser-Pryce · Jamaica · 10,67                                                  | Shericka Jackson · Jamaica · 10,73                                                                  | Elaine Thompson-Herah · Jamaica · 10,81                                                    |
| 200 m (21.07)                  | Shericka Jackson · Jamaica · 21,45                                                         | Shelly-Ann Fraser-Pryce · Jamaica · 21,81                                                           | Dina Asher-Smith · Regne Unit · 22,02                                                      |
| 400 m (22.07)                  | Shaunae Miller-Uibo · Bahames · 49,11                                                      | Marileidy Paulino · República Dominicana · 49,60                                                    | Sada Williams · Barbados · 49,75                                                           |
| 800 m (24.07)                  | Athing Mu · Estats Units · 1:56,30                                                         | Keely Hodgkinson · Regne Unit · 1:56,38                                                             | Mary Moraa · Kenya · 1:56,71                                                               |
| 1500 m (18.07)                 | Faith Kipyegon · Kenya · 3:52,96                                                           | Gudaf Tsegay · Etiòpia · 3:54,52                                                                    | Laura Muir · Regne Unit · 3:55,28                                                          |
| 5000 m (23.07)                 | Gudaf Tsegay · Etiòpia · 14:46,29                                                          | Beatrice Chebet · Kenya · 14:46,75                                                                  | Dawit Seyaum · Etiòpia · 14:47,36                                                          |
| 10 000 m (16.07)               | Letesenbet Gidey · Etiòpia · 30:09,94                                                      | Hellen Obiri · Kenya · 30:10,02                                                                     | Margaret Kipkemboi · Kenya · 30:10,07                                                      |
| 100 m tanques (24.07)          | Tobi Amusan · Nigèria · 12,06                                                              | Britany Anderson · Jamaica · 12,23                                                                  | Jasmine Camacho-Quinn · Puerto Rico · 12,23                                                |
| 400 m tanques (22.07)          | Sydney McLaughlin · Estats Units · 50,68 RM                                                | Femke Bol · Països Baixos · 52,27                                                                   | Dalilah Muhammad · Estats Units · 53,13                                                    |
| 3000 m obstacles (20.07)       | Norah Jeruto · Kazakhstan · 8:53,02                                                        | Werkuha Getachew · Etiòpia · 8:54,61                                                                | Mekides Abebe · Etiòpia · 8:56,08                                                          |
| 20 km marxa (15.07)            | Kimberly García León · Perú · 1:26:58                                                      | Katarzyna Zdziebło · Polònia · 1:27:31                                                              | Qieyang Shijie · R.P. de la Xina · 1:27:56                                                 |
| 35 km marxa (22.07)            | Kimberly García León · Perú · 2:39:16                                                      | Katarzyna Zdziebło · Polònia · 2:40:03                                                              | Qieyang Shijie · R.P. de la Xina · 2:40:37                                                 |
| Marató (18.07)                 | Gotytom Gebreslase · Etiòpia · 2:18:11                                                     | Judith Korir · Kenya · 2:18:20                                                                      | Lonah Chemtai Salpeter · Israel · 2:20:18                                                  |
| Salt d'alçada (19.07)          | Eleanor Patterson · Austràlia · 2,02 m                                                     | Yaroslava Mahuchij · Ucraïna · 2,02 m                                                               | Elena Vallortigara · Itàlia · 2,00 m                                                       |
| Salt de perxa (17.07)          | Katie Nageotte · Estats Units · 4,85                                                       | Sandi Morris · Estats Units · 4,85                                                                  | Nina Kennedy · Austràlia · 4,80                                                            |
| Salt de llargada (24.07)       | Malaika Mihambo · Alemanya · 7,12                                                          | Ese Brume · Nigèria · 7,02                                                                          | Letícia Oro Melo · Brasil · 6,89                                                           |
| Triple salt (18.07)            | Yulimar Rojas · Veneçuela · 15,47                                                          | Shanieka Ricketts · Jamaica · 14,89                                                                 | Tori Franklin · Estats Units · 14,72                                                       |
| Llançament de pes (16.07)      | Chase Ealey · Estats Units · 20,49                                                         | Gong Lijiao · R.P. de la Xina · 20,39                                                               | Jessica Schilder · Països Baixos · 19,77                                                   |
| Llançament de disc (20.07)     | Feng Bin · R.P. de la Xina · 69,12                                                         | Sandra Perković · Croàcia · 68,45                                                                   | Valarie Allman · Estats Units · 68,30                                                      |
| Llançament de martell (17.07)  | Brooke Andersen · Estats Units · 78,96                                                     | Camryn Rogers · Canadà · 75,52                                                                      | Janee' Kassanavoid · Estats Units · 74,86                                                  |
| Llançament de javelina (22.07) | Kelsey-Lee Barber · Austràlia · 66,91                                                      | Kara Winger · Estats Units · 64,05                                                                  | Haruka Kitaguchi · Japó · 63,27                                                            |
| 4 × 100 m (23.07)              | Estats Units · Melissa Jefferson · Abby Steiner · Jenna Prandini · Twanisha Terry · 41,14  | Jamaica · Kemba Nelson · Elaine Thompson-Herah · Shelly-Ann Fraser-Pryce · Shericka Jackson · 41,18 | Alemanya · Tatjana Pinto · Alexandra Burghardt · Gina Lückenkemper · Rebekka Haase · 42,03 |
| 4 × 400 m (24.07)              | Estats Units · Talitha Diggs · Abby Steiner · Britton Wilson · Sydney McLaughlin · 3:17,79 | Jamaica · Candice McLeod · Janieve Russell · Stephenie Ann McPherson · Charokee Young · 3:20,74     | Regne Unit · Victoria Ohuruogu · Nicole Yeargin · Jessie Knight · Laviai Nielsen · 3:22,64 |
| Heptatló (18.07)               | Nafissatou Thiam · Bèlgica · 6947 pts.                                                     | Anouk Vetter · Països Baixos · 6867 pts.                                                            | Anna Hall · Estats Units · 6755 pts.                                                       |

### Mixt
| Proves            | Or | Plata                                                                                      | Bronze                                                                                 |
| 4 × 400 m (15.07) | República Dominicana · Lidio Andrés Feliz · Marileidy Paulino · Alexander Ogando · Fiordaliza Cofil · 3:09,82 | Països Baixos · Liemarvin Bonevacia · Lieke Klaver · Tony van Diepen · Femke Bol · 3:09,90 | Estats Units · Elija Godwin · Allyson Felix · Vernon Norwood · Kennedy Simon · 3:10,16 |

## Medaller
| Proves | Or                   | Plata | Bronze |    |     |
| 1      | Estats Units         | 13    | 9      | 11 | 33  |
| 2      | Etiòpia              | 4     | 4      | 2  | 10  |
| 3      | Jamaica              | 2     | 7      | 1  | 10  |
| 4      | Kenya                | 2     | 5      | 3  | 10  |
| 5      | R.P. de la Xina      | 2     | 1      | 3  | 6   |
| 6      | Austràlia            | 2     | 0      | 1  | 3   |
| 7      | Perú                 | 2     | 0      | 0  | 2   |
| 8      | Polònia              | 1     | 3      | 0  | 4   |
| 9      | Canadà               | 1     | 2      | 1  | 4   |
| 9      | Japó                 | 1     | 2      | 1  | 4   |
| 11     | Regne Unit           | 1     | 1      | 5  | 7   |
| 12     | Noruega              | 1     | 1      | 1  | 3   |
| 13     | Grenada              | 1     | 1      | 0  | 2   |
| 13     | Nigèria              | 1     | 1      | 0  | 2   |
| 13     | República Dominicana | 1     | 1      | 0  | 2   |
| 16     | Bèlgica              | 1     | 0      | 2  | 3   |
| 16     | Suècia               | 1     | 0      | 2  | 3   |
| 16     | Uganda               | 1     | 0      | 2  | 3   |
| 19     | Alemanya             | 1     | 0      | 1  | 2   |
| 19     | Brasil               | 1     | 0      | 1  | 2   |
| 19     | Itàlia               | 1     | 0      | 1  | 2   |
| 22     | Bahames              | 1     | 0      | 0  | 1   |
| 22     | Qatar                | 1     | 0      | 0  | 1   |
| 22     | Eslovènia            | 1     | 0      | 0  | 1   |
| 22     | França               | 1     | 0      | 0  | 1   |
| 22     | Kazakhstan           | 1     | 0      | 0  | 1   |
| 22     | Marroc               | 1     | 0      | 0  | 1   |
| 22     | Portugal             | 1     | 0      | 0  | 1   |
| 22     | Veneçuela            | 1     | 0      | 0  | 1   |
| 30     | Països Baixos        | 0     | 3      | 1  | 4   |
| 31     | Lituània             | 0     | 1      | 1  | 2   |
| 31     | Ucraïna              | 0     | 1      | 1  | 2   |
| 33     | Algèria              | 0     | 1      | 0  | 1   |
| 33     | Burkina Faso         | 0     | 1      | 0  | 1   |
| 33     | Corea del Sud        | 0     | 1      | 0  | 1   |
| 33     | Croàcia              | 0     | 1      | 0  | 1   |
| 33     | Grècia               | 0     | 1      | 0  | 1   |
| 33     | Índia                | 0     | 1      | 0  | 1   |
| 39     | Espanya              | 0     | 0      | 2  | 2   |
| 40     | Barbados             | 0     | 0      | 1  | 1   |
| 40     | Israel               | 0     | 0      | 1  | 1   |
| 40     | Filipines            | 0     | 0      | 1  | 1   |
| 40     | Puerto Rico          | 0     | 0      | 1  | 1   |
| 40     | Txèquia              | 0     | 0      | 1  | 1   |
| 40     | Suïssa               | 0     | 0      | 1  | 1   |
|        | TOTAL                | 49    | 49     | 49 | 147 |

Font: worldathletics.org

## Representació catalana
La delegació catalana va comptar amb la presència de nou atletes, representats per la federació espanyola, en el 18è Campionat del Món d'atletisme, d'entre els quals destacaven Laura Redondo en llançament de martell i Sara Gallego en els 400 metres tanques, que acabaven de guanyar el Campionat d'Espanya d'aquell any.
- Jaël Bestué - 4x100 metres relleus
- Laura Bou, Avinent Manresa - 4x400 metres relleus
- Bernat Canet, Cornellà Atlètic - 4x100 metres relleus
- Raquel Gonzalez, FC Barcelona - 35 quilòmetres marxa
- Laura Hernández, FC Barcelona - 4x400 metres relleus
- Adel Mechaal, NB Team - 5.000 metres llisos
- Pol Retamal, FC Barcelona - 4x100 metres relleus